# Болгаро-узбекистанские отношения
Болгаро-узбекистанские отношения — двусторонние дипломатические отношения между Болгарией и Узбекистаном.

## История
Во время Холодной войны обе страны ранее были коммунистическими государствами Восточного блока как члены Варшавского договора. В то время Болгария, официально Народная Республика Болгария, была государством-сателлитом СССР, а Узбекская Советская Социалистическая Республика (Узбекская ССР) была одной из входящих в состав Советского Союза республик.
Страны установили дипломатические отношения 12 сентября 1992 года. Болгария имеет посольство в Ташкенте, а Узбекистан в Софии. Узбекистан представлен в Болгарии через посла-нерезидента, находящегося в Ташкенте в министерстве иностранных дел. Обе страны являются полноправными членами Организации по безопасности и сотрудничеству в Европе (ОБСЕ).
Болгария обеспечивает связующее звено в торговых отношениях между Узбекистаном и Европейским Союзом. Обе страны заинтересованы в расширении торговли по этому маршруту. Однако, несмотря на неоднократные дискуссии по этому вопросу, Узбекистан до сих пор отказывался поставлять природный газ по трубопроводу Nabucco, который в случае его строительства будет поставлять газ в Европу через Болгарию.
В ноябре 1997 года министр иностранных дел Болгарии Надежда Михайлова обсудила экономическое сотрудничество с Узбекистаном. Посетив Болгарию в июне 1998 года, президент Узбекистана Ислам Каримов заявил, что видит Болгарию в качестве ключевого торгового партнёра, заявив, что болгарские и узбекские товары могут использовать Шёлковый путь в обоих направлениях. После учреждения болгарского посольства в апреле 1999 года в течение следующих 10 лет было подписано 21 межправительственное и 9 межведомственных соглашений. Было объявлено, что Узбекистан надеется использовать свои всё более тесные связи с Болгарией, чтобы воспользоваться возможностями, которые открываются благодаря полноправному членству Болгарии в Европейском союзе, в то время как Болгария особенно заинтересована в энергетической безопасности.
Между двумя странами продолжаются контакты на высшем уровне. В мае 1998 года министр иностранных дел Узбекистана посетил Софию и встретился с президентом Болгарии Пётром Стояновым. В ходе своего визита министры иностранных дел Болгарии и Узбекистана обсудили экономические и транспортные связи. В июне 1998 года президент Узбекистана Ислам Каримов посетил Болгарию. В мае 1999 года президент Болгарии посетил Узбекистан. В ноябре 2003 года президент Узбекистана встретился с премьер-министром Болгарии Симеоном II. В мае 2004 года министры иностранных дел Болгарии и Узбекистана обсудили дипломатические и экономические связи. В январе 2005 года Узбекистан и Болгария создали консульские учреждения. В марте 2006 года посол Болгарии в Узбекистане заявил, что он доволен сотрудничеством между двумя странами. В апреле 2007 года болгарский министр посетил Узбекистан для переговоров о сотрудничестве.
В ноябре 2008 года президент Болгарии Георгий Пырванов совершил официальный визит в Узбекистан, где встретился с президентом Узбекистана Исламом Каримовым. Были обсуждены все аспекты двусторонних отношений, лидеры договорились приложить усилия для увеличения и диверсификации торговли. Однако когда президент Болгарии охотился на охраняемых животных в Узбекистане, возникли серьёзные разногласия. В феврале 2009 года Болгария выразила уверенность в том, что двусторонние отношения будут развиваться и дальше, в том числе значительное расширение связей, связанных с туризмом, а также дальнейшее развитие торговли и культурного обмена.
В июне 1998 года Болгария и Узбекистан подписали 7 договоров и соглашений о сотрудничестве. В мае 1999 года они подписали соглашения о транспорте и борьбе с преступностью. В июле 1999 года премьер-министр Узбекистана Уткир Султанов заявил, что болгарские черноморские порты Варна и Бургас могут стать дверями Узбекистана в Европу. В беседе с мэром Бургаса в ноябре 2003 года президент Узбекистана Ислам Каримов предложил ввести официальное таможенное соглашение для облегчения транспортировки узбекских товаров через Болгарию.
В октябре 2004 года обе страны завершили работу над тремя правовыми соглашениями. В апреле 2007 года Болгария и Узбекистан подписали соглашение об экономическом сотрудничестве. К 2005 году товарооборот между двумя странами достиг 50 миллионов долларов США.
Однако в ноябре 2008 года президент Узбекистана Ислам Каримов заявил, что его страна не заинтересована в том, чтобы стать поставщиком спонсируемого ЕС газотранспортного трубопровода «Набукко», а продолжит экспорт через Россию.